# Bisdom Bayeux-Lisieux
Het bisdom Bayeux-Lisieux (Latijn: Dioecesis Baiocensis-Lexoviensis; Frans: Diocèse de Bayeux et Lisieux) is een Frans bisdom met bisschopszetel in Bayeux, gesticht in de 2e eeuw. De grenzen van het bisdom vallen samen met de grenzen van het departement Calvados. De titelkerk is sinds de middeleeuwen de kathedraal Notre-Dame de Bayeux. 
Het diocees Lisieux werd met het Concordaat van 15 juli 1801 opgeheven en samengevoegd met dit van Bayeux. Tot 1854 sprak men van het bisdom Bayeux, na het apostolisch schrijven van paus Pius IX rond het herinvoeren van de titel van bisschop van Lisieux, werd op 12 juni 1854 het bisdom hernoemd naar het bisdom Bayeux en Lisieux, een naamgeving die pas echt in het laatste decennium van de 20e eeuw consequent werd doorgevoerd, als Bayeux-Lisieux.
Het oude en het uitgebreide bisdom waren steeds suffragaan geweest aan het aartsbisdom Rouen, wat ook de naam is gebruikt voor de kerkprovincie. Sinds 12 maart 2010 is de bisschop Mgr. Jean-Claude Boulanger. In de 537 gemeenten in het bisdom samen zijn er nog 51 parochies.

## Bisschoppen
Tot de bisschoppen van de twee betrokken bisdommen behoorden onder meer:
bisdom Bayeux
- 720-730: Hugo van Rouen
- 1049-1097: Odo van Bayeux
- 1498-1516: René de Prie
- 1729-1753: Paul d'Albert de Luynes

bisdom Lisieux
- 719-720: Hugo van Rouen
- 1377-1382: Nicolaas van Oresme
- 1432-1442: Pierre Cauchon
- 1443-1447: Pasquier de Vaux
- 1585-1598: Annas de Perusse-d'Escars de Givry
- 1636-1646: Philippe Cospeau

bisdom Bayeux-Lisieux
- 1928-1930: Emmanuel Suhard

Rouen (aartsbisdom) · Bayeux-Lisieux · Coutances · Évreux · Le Havre · Sées